# You (serie televisiva)
You è una serie televisiva statunitense, di genere thriller psicologico e basata sull'omonimo romanzo, nonché sul suo seguito Hidden Bodies, scritti da Caroline Kepnes.
È andata in onda negli Stati Uniti su Lifetime per la prima stagione e distribuita internazionalmente su Netflix dalla seconda.
La serie viene trasmessa dal 9 settembre 2018. In italiano, viene distribuita su Netflix dal 26 dicembre 2018.

## Trama
La serie è incentrata su Joe Goldberg, un bibliotecario di New York, e sugli atti omicidi da lui perpetrati, dopo essersi invaghito di una donna. Durante ogni stagione, Joe sviluppa un'infatuazione morbosa per una donna diversa, finendo con l'uccidere tutte le persone da lui percepite come un ostacolo alla relazione con la stessa, munendosi di una speciale gabbia in vetro con cui sevizia le sue vittime.

### Prima stagione
La prima stagione segue la storia di Joe Goldberg, direttore di una libreria di New York, che dopo aver incontrato Guinevere Beck, un'aspirante scrittrice, si infatua di lei. Alimenta la sua ossessione utilizzando i social media e altre tecnologie per monitorare la sua presenza e osservarla a casa sua e rimuovere gli ostacoli alla loro storia d'amore, inclusi i suoi amici e l'ex fidanzato.

### Seconda stagione
Nella seconda stagione, Joe Goldberg si trasferisce da New York a Los Angeles per sfuggire al suo passato e ricomincia con una nuova identità per evitare la sua ex fidanzata Candace che cerca vendetta per averla sepolta viva prima della prima stagione. Quando incontra l'appassionata chef Love Quinn, Joe inizia a ricadere nei suoi vecchi schemi di ossessione e violenza. Mentre Joe tenta di forgiare un nuovo amore, si sforza di far sì che la sua relazione con Love abbia successo a tutti i costi per evitare il destino dei suoi sforzi romantici passati. A sua insaputa, anche Love ha oscuri segreti.

### Terza stagione
Nella terza stagione, Joe e Love si sposano e crescono il loro figlio appena nato, Henry, nel sobborgo californiano di Madre Linda. Mentre la dinamica della loro relazione prende una nuova svolta, Joe continua a ripetere il ciclo di ossessione con un crescente interesse per Natalie, la vicina di casa, e la bibliotecaria locale Marienne. Questa volta, Love si assicura che il suo sogno di avere una famiglia perfetta non verrà distrutto così facilmente dalle azioni compulsive di Joe.

### Quarta stagione
Nella quarta stagione, Joe Goldberg, fingendosi Jonathan Moore, ora risiede a Londra, lavora come professore di inglese in una rispettata università e conduce un'esistenza tranquilla. Ha anche seguito Marienne in giro per l'Europa nel tentativo di localizzarla. La sua nuova vita di solitudine, tuttavia, viene sconvolta quando inizia a legare con una cerchia di ricchi esponenti dell'alta società, che iniziano a morire uno dopo l'altro mentre un serial killer inizia a prendere di mira il loro gruppo d'élite. Joe ritorna alle sue vecchie abitudini quando viene bloccato con le prove e ricattato dall'assassino, che gioca a giochi mentali con il suo subconscio. Mentre cerca di mantenere la sua vera identità nascosta al gruppo e lavora per catturare l'assassino, Joe sviluppa sentimenti per un'altra donna di nome Kate.

### Quinta stagione
3 anni dopo gli eventi di Londra, Joe conduce ormai una vita tranquilla con Kate, che ha ereditato la guida dell'azienda paterna, e suo figlio Henry, che ha ripreso con sé dopo averlo abbandonato in seguito alla morte di Love. Le cose si complicano quando Bill, zio di Kate, intende tradire la nipote per toglierle il ruolo di CEO, avendo fatto trapelare il segreto del gas-dotto che distruggerebbe la sua reputazione. Quest'ultima acconsente quindi che Joe, che ha represso le sue mai sopite intenzioni omicide, uccida Bill ma la morte dello zio non fa altro che alimentare i dissapori, già esistenti, all'interno della famiglia Lockwood, in particolare in Raegan, sorellastra di Kate, che, invidiosa per il ruolo ricoperto dalla sorella nell'azienda paterna, si convince a distruggere la vita di Kate e Joe. Quest'ultimo decide pertanto di ucciderla, senza ricevere il consenso ne tanto meno il supporto di Kate, che è contraria ai metodi estremi del marito, ma nel tentativo di rapirla la scambia con sua sorella gemella Maddie, cogliendola durante un rapporto intimo con il cognato Harrison, di cui è difatti l'amante da anni. Complice l'atteggiamento arrogante e prevaricatorio di Raegan, Joe riesce a convincere Maddie ad ucciderla, dopo averla segregata nella gabbia con Maddie, la quale, stanca di lasciarsi calpestare dalla sorella, della quale ha anche partorito la figlia, le inietta una dose letale di insulina, per poi ottenere da Joe la sua promessa liberazione. Fingendosi Raegan, Maddie si dimette dall'azienda e abbandona le minacce usate dalla sorella contro Kate, la quale comincia a nutrire sospetti che la sorella possa essere stata manipolata da Joe. Il matrimonio con Kate entra così in crisi, soprattutto dopo che Joe ha approfondito la conoscenza di Bronte, una ragazza apparentemente indebitata e senza una dimora fissa che ha sorpreso diverse volte nella sua libreria e a cui ha offerto un posto di lavoro nella stessa, oltre ad ospitarla nel suo vecchio appartamento. Kate, però, scopre, dopo aver colto Maddie in preda all'agitazione di fingersi la sorella, che Raegan è stata uccisa e si decide a scoprire finalmente cosa ha compiuto Joe in passato. Intanto, la sua ossessione per Bronte, porta Joe a raggiungere la ragazza in una casa sul mare dove uccide brutalmente Connor, il presunto ex fidanzato di Bronte dopo che questi l'ha aggredita, venendo sorpreso da una live avviata da alcune amiche di Bronte. Quest'ultima, il cui vero nome è Louise Flannery, era un'amica di Guinevere Beck ed era venuta a New York tre anni prima per investigare su Joe perché convinta, insieme ai suoi amici, del suo coinvolgimento nella morte della ragazza, per la quale era stato arrestato il Dr. Nicky, in realtà padre di Connor, che cercava giustizia per suo padre; Louise aveva quindi escogitato un piano per avvicinarsi a Joe, farlo innamorare di lei e incastrarlo. Accusato di omicidio, Joe viene però discolpato, a sua insaputa proprio grazie a Bronte che ha testimoniato in suo favore, poiché la ragazza si è realmente invaghita di lui e ritiene la sua scelleratezza un atto di protezione nei suoi confronti. Ciò porta Bronte a litigare con le amiche, che invece, ancora convinte del coinvolgimento di Joe in altre misteriose sparizioni, avviano un trend sui social che finisce con il rovinargli l'immagine. Nel frattempo, Kate, avendo preso consapevolezza che suo marito è un serial killer, progetta di levargli la custodia di Henry e di distruggerlo definitivamente, recandosi a Londra per scagionare Nadia, che la stessa Kate aveva contribuito a far arrestare per aiutare Joe ad insabbiare i suoi crimini; le due donne si alleano ma, rendendosi conto, che la quantità di prove contro Joe porterebbe ad un processo troppo lungo, progettano in segreto di ucciderlo. Joe, riabilitata la sua immagine, salva Bronte da un'aggressione e inizia una storia d'amore con la ragazza, dopo che questa ha compreso che il suo desiderio di uccidere è dovuto al suo bisogno di essere amato, continuando però ad ignorare le reali atrocità che Joe ha commesso. Quest'ultimo si decide ad uccidere Kate ma cade in una sua trappola, finendo con l'essere imprigionato nella sua stessa gabbia, dove Kate intende strappargli la confessione che scagionerebbe Harrison e Maddie, da lui incastrati per l'omicidio di Raegan. A Kate e Nadia si aggiunge anche una rediviva Marianne che confessa a Joe (che ignorava che fosse viva) tutto il suo rancore verso di lui, per poi fare un toccante discorso a Bronte, con il quale sembra convincerla a cambiare vita e non pensare che lei possa cambiare Joe, la cui vera natura presto perseguiterà lei cosi come ha fatto con le altre. Non volendo mettere in pericolo le vite di Nadia e Marianne, Kate si assolve il compito di finire personalmente Joe ma quest'ultimo, che è riuscito ad evadere dalla gabbia, dopo essersi impiantato preventivamente la chiave della stessa nel braccio, tramortisce Kate con un martello, dopo averle sparato. La sua fuga è però interrotta da Maddie, la quale, scarcerata dopo che Harrison si è assunto la responsabilità dell'omicidio di Raegan, scatena un incendio nella libreria, mentre una rediviva Kate riesce a tramortire Joe e a strappargli una confessione sul reale destino di Love, prima di abbandonarsi alla morte. Bronte accorre nello scantinato e salva la vita a Joe, nonostante si sia effettivamente resa conto della vera natura dell'uomo e, accettando fintamente la sua proposta di matrimonio, si decide ad assicurare a Beck la giustizia che merita, correndo il rischio di essere uccisa. Joe e Bronte fuggono così in Canada e, giunti nella casa in cui dovrebbero passare la notte, Bronte progetta in segreto di ucciderlo, ma non prima che egli abbia eliminato dal libro di Beck tutti i passaggi che ha apportato. Joe, sconvolto dal tradimento di Bronte, esegue gli ordini della ragazza, armata di pistola, e riesce ad ottenere un'ultima chiamata con suo figlio Henry, che, tuttavia, dice espressamente al padre di essere un mostro. Agghiacciato per essere stato rifiutato anche dal figlio, Joe perde la testa ed assale Bronte, lasciandosi ad un pazzesco inseguimento che culmina con la presunta morte della ragazza, che Joe riesce ad annegare nel lago. Tuttavia, i soccorsi sopraggiunti spingono Joe a nascondersi tra i boschi dove egli ha un ultimo confronto con una rediviva Bronte / Louise, la quale è decisa ad assicurarlo alle autorità, sparandogli ironicamente ai genitali. Joe viene quindi arrestato e condannato per tutti gli omicidi da lui perpetrati nel corso degli ultimi 7 anni, mentre le vite delle sopravvissute hanno il loro esito felice: Maddie ed Harrison vivono finalmente insieme e aspettano due gemelli, Nadia ha deciso di impegnarsi nelle prigioni come educatrice alla scrittura, Kate, sopravvissuta all’incendio, ha assunto la custodia di Henry ed è tornata a dedicarsi all’arte, vendendo le opere di Marianne mentre Louise ha pubblicato la versione originale del libro di Beck. In carcere, Joe, in preda alla solitudine, riceve la lettera di un’ennesima ammiratrice e, rivolgendosi allo spettatore, si chiede se il problema sia effettivamente lui o il mondo, che ha sviluppato per lui un certo fascino.  

## Episodi
| Stagione         | Episodi | Prima TV USA | Pubblicazione Italia |
| ---------------- | ------- | ------------ | -------------------- |
| Prima stagione   | 10      | 2018         | 2018                 |
| Seconda stagione | 10      | 2019         | 2019                 |
| Terza stagione   | 10      | 2021         | 2021                 |
| Quarta stagione  | 10      | 2023         | 2023                 |
| Quinta stagione  | 10      | 2025         | 2025                 |

## Personaggi e interpreti

### Personaggi principali
- Joe Goldberg (stagioni 1-5), interpretato da Penn Badgley,[8] doppiato da David Chevalier.
Libraio della biblioteca Mooney, apparentemente tranquillo, nasconde un'ossessione da stalker verso le donne di cui si innamora, che lo porta a compiere atti estremi.
- Guinevere Beck (stagione 1, guest star stagione 2, 4-5), interpretata da Elizabeth Lail,[9] doppiata da Valentina Favazza.
Studentessa universitaria nonché interesse amoroso di Joe, conosciuta da quest'ultimo nella sua biblioteca.
- Paco (stagione 1, guest star stagione 5), interpretato da Luca Padovan,[9] doppiato da Giulio Bartolomei.
Bambino vicino di casa della residenza di Joe a New York. Si rifugia nei libri, sotto consiglio di Joe, a causa dei continui litigi fra i genitori.
- Ethan Russell (stagione 1, guest star stagione 5), interpretato da Zach Cherry, doppiato da Simone Crisari.
Collega di lavoro di Joe da Mooney.
- Peach Salinger (stagione 1), interpretata da Shay Mitchell,[10] doppiata da Stella Musy.
Migliore amica di Beck, ragazza molto chic e alla moda, è molto affezionata a Beck.
- Candace Stone (stagione 2, ricorrente stagione 1), interpretata da Ambyr Childers,[11] doppiata da Domitilla D'Amico.
Ex fidanzata di Joe.
- Love Quinn (stagioni 2-3, guest star stagione 4), interpretata da Victoria Pedretti, doppiata da Eva Padoan.
Interesse amoroso di Joe, conosciuta a Los Angeles. Lavora nello stesso posto in cui lavora anche Joe, posto di cui è anche capo.
- Ellie Alves (stagione 2), interpretata da Jenna Ortega,[12] doppiata da Ginevra Pucci.
Ragazzina che abita nello stabile di Joe a Los Angeles. Sorella di Delilah.
- Forty Quinn (stagione 2, guest star stagione 3), interpretato da James Scully,[12] doppiato da Alessio Puccio.
Ragazzo che lavora con Joe a Los Angeles, è inoltre il fratello di Love.
- Delilah Alves (stagione 2), interpretata da Carmela Zumbado,[13] doppiata da Marina Guadagno.
Sorella di Ellie, abita nello stesso appartamento in cui abita Joe a Los Angeles.
- Dottie Quinn (stagione 3, ricorrente stagione 2, guest star stagione 5), interpretata da Saffron Burrows, doppiata da Claudia Razzi.
Madre di Love e Forty.
- Marienne Bellamy (stagione 3-4, guest star stagione 5), interpretata da Tati Gabrielle, doppiata da Giulia Tarquini.
Bibliotecaria di Madre Linda, la quale cerca di creare una vita migliore per lei e sua figlia Juliette.
- Theo Engler (stagione 3), interpretato da Dylan Arnold, doppiato da Manuel Meli.
Studente del college con un brutto rapporto con il patrigno Matthew.
- Sherry Conrad (stagione 3), interpretata da Shalita Grant, doppiata da Perla Liberatori.
Una madre e influencer, molto ammirata dai suoi follower.
- Cary Conrad (stagione 3), interpretato da Travis Van Winkle, doppiato da Edoardo Stoppacciaro.
Imprenditore carismatico, nonché marito di Sherry.
- Kate Lockwood (stagione 4-5), interpretata da Charlotte Ritchie, doppiata da Chiara Gioncardi.
 Vicina di Joe nella sua nuova vita a Londra e suo nuovo interesse amoroso.
- Adam (stagione 4), interpretato da Lukas Gage, doppiato da Federico Bebi.
Ragazzo americano che fa parte del nuovo circolo sociale della vita londinese di Joe.
- Lady Phoebe (stagione 4, guest star stagione 5), interpretata da Tilly Keeper, doppiata da Giulia Franceschetti.
Ricca proprietaria di una galleria d'arte.
- Nadia (stagione 4, ricorrente stagione 5), interpretata da Amy Leigh Hickman, doppiata da Marta Giannini.
Studentessa della accademia di letteratura in cui Joe insegna a Londra.
- Rhys Montrose (stagione 4), interpretato da Ed Speelers, doppiato da Emanuele Ruzza.
Ricco ed influente uomo che potrebbe diventare il nuovo sindaco.
- Teddy Lockwood (stagione 5), interpretato da Griffin Matthews, è uno dei fratelli di Kate. Fino alla morte del padre era stato estromesso dalla famiglia perché figlio di una relazione extraconiugale del padre con una domestica. Kate ne fa il suo braccio destro.
- Reagan Lockwood (stagione 5). Interpretata da Anna Camp, è la sorella senza scrupoli di Kate, di indole e azioni simile al padre.
- Maddie Lockwood (stagione 5). Interpretata da Anna Camp, è la sorella gemella di Reagan. Di indole più docile e menefreghista.
- Louise “Bronte” Flannery (stagione 5). Interpretata da Madeline Brewer, Una ragazza che si intrufola nella vecchia libreria di Joe e di cui lui si invaghisce.

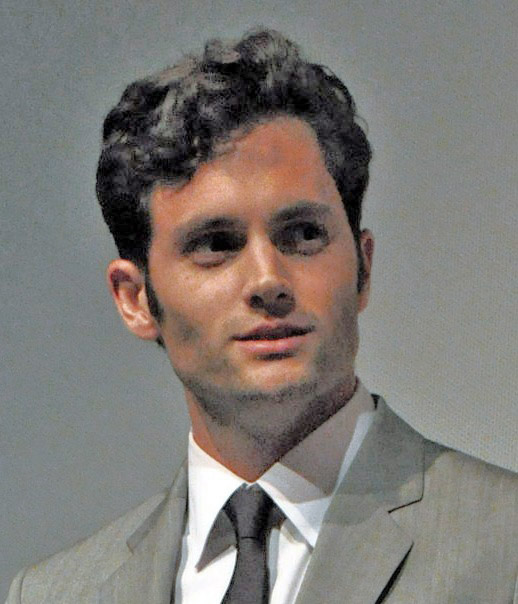
Penn Badgley interpreta Joe Goldberg.
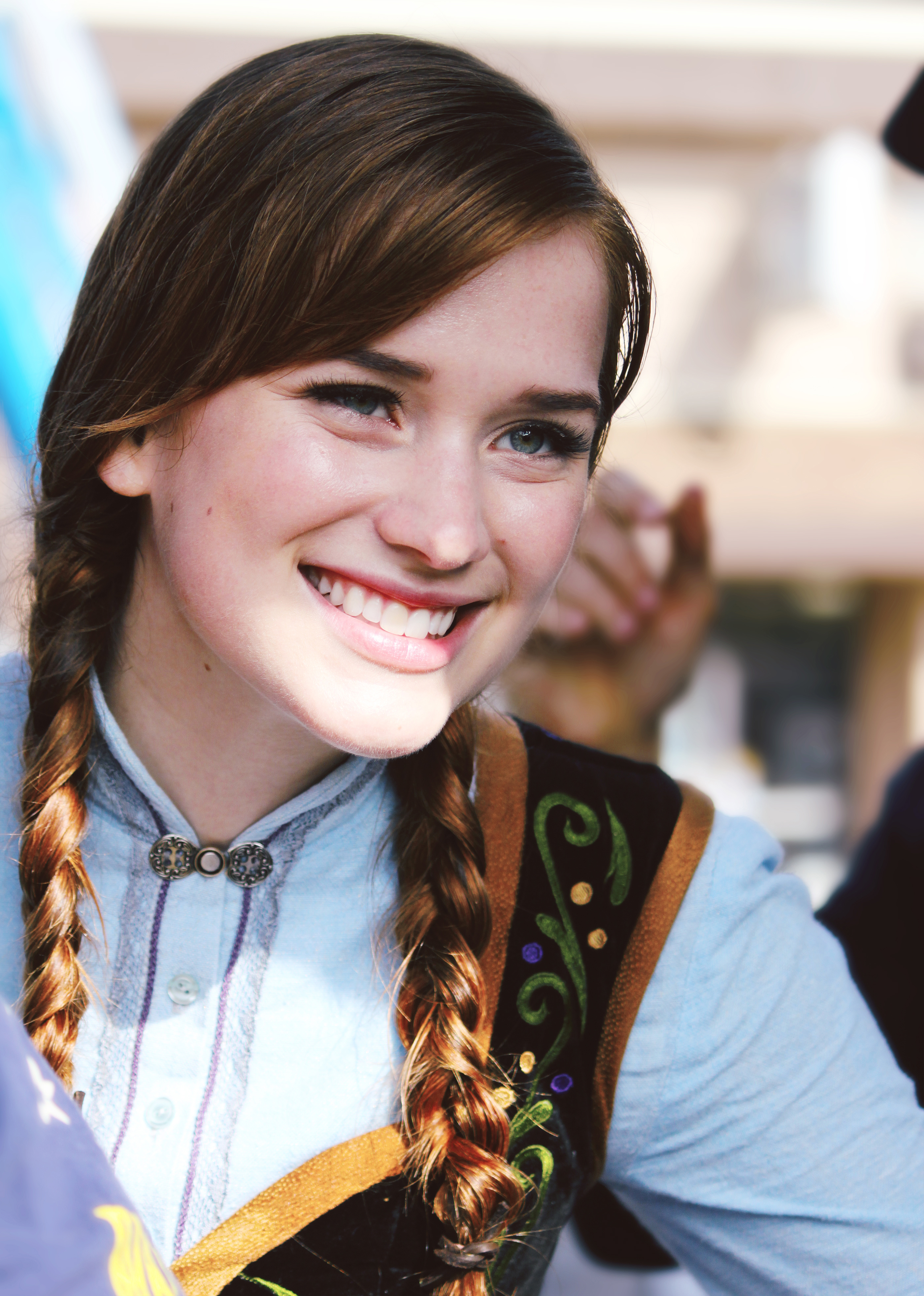
Elizabeth Lail interpreta Guinevere Beck.
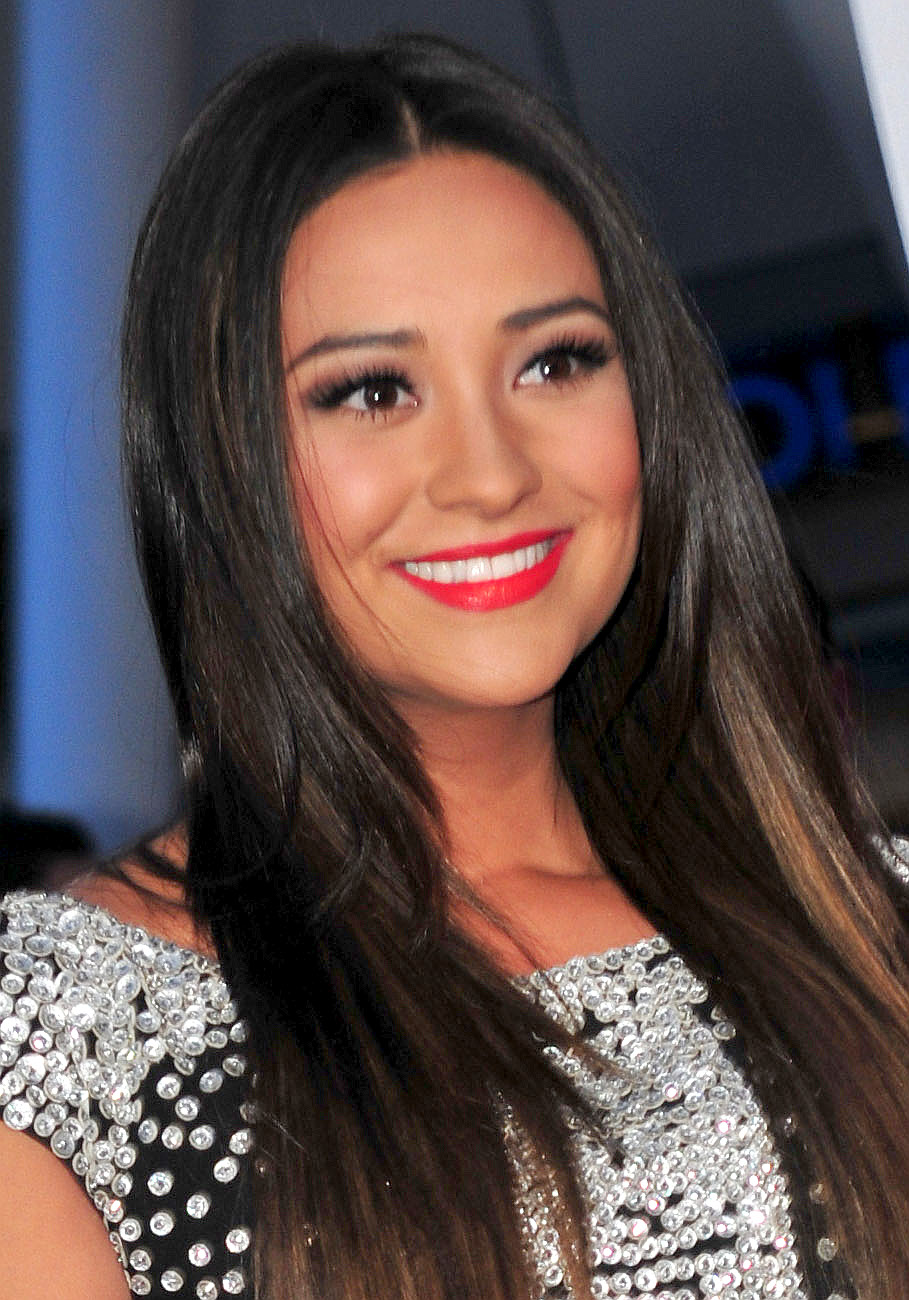
Shay Mitchell interpreta Peach Salinger.
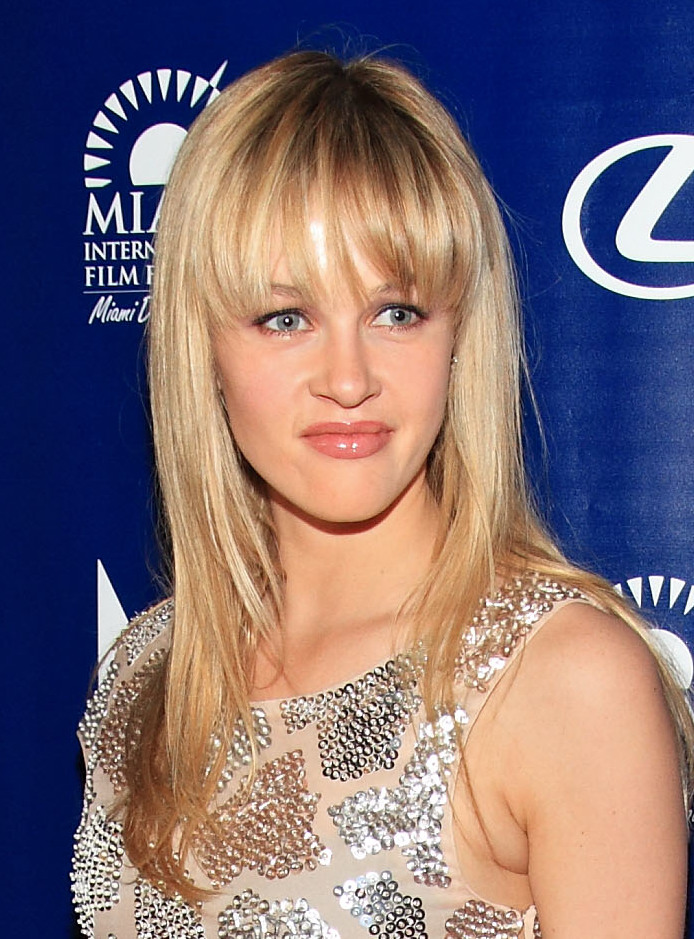
Ambyr Childers interpreta Candace Stone.

### Personaggi ricorrenti
- Ron (stagione 1), interpretato da Daniel Cosgrove, doppiato da Alessio Cigliano.
Vicino di casa di Joe a New York, compagno violento della madre di Paco.
- Annika Atwater (stagione 1), interpretata da Kathryn Gallagher, doppiata da Chiara Gioncardi.
Amica influencer di Beck.
- Lynn Lieser (stagione 1), interpretata da Nicole Kang, doppiata da Francesca Manicone.
Amica di Beck.
- Claudia (stagione 1), interpretata da Victoria Cartagena, doppiata da Federica De Bortoli.
Amante di Ron.
- Ivan Mooney (stagione 1), interpretato da Mark Blum, doppiato da Marco Mete.
Vecchio proprietario della libreria dove lavora Joe, che ha portato Joe con sé da quando era un bambino trattandolo a volte con maniere brusche.
- Blythe (stagione 1), interpretata da Hari Nef, doppiata da Valentina Mari.
Amica di Beck.
- Nicky (stagione 1, guest star stagione 2), interpretato da John Stamos, doppiato da Massimiliano Manfredi.
Terapista di Beck.
- Calvin (stagione 2), interpretato da Adwin Brown,[14] doppiato da Alessandro Campaiola.
Collega di Joe nel suo nuovo lavoro a Los Angeles.
- Will Bettelheim (stagione 2), interpretato da Robin Lord Taylor,[15] doppiato da Flavio Aquilone.
Ragazzo a cui Joe ruba l'identità una volta giunto a Los Angeles.
- Lucy Sprecher (stagione 2), interpretata da Marielle Scott,[16] doppiata da Letizia Scifoni.
Amica di Love, ha una relazione con Sunrise.
- Henderson (stagione 2), interpretato da Chris D'Elia,[17] doppiato da Emiliano Reggente.
Attore comico amico di Forty.
- Gabe Miranda (stagione 2), interpretato da Charlie Barnett,[18] doppiato da Stefano Dori.
Amico di Love.
- Sunrise Darshan Cummings (stagione 2), interpretata da Melanie Field, doppiata da Erica Necci.
Amica di Love, ha una relazione con Lucy.
- Sandy Goldberg (stagione 2, guest star stagione 3), interpretata da Magda Apanowicz.
Madre di Joe.
- David Fincher (stagione 2), interpretato da Danny Vasquez, doppiato da Fabrizio Dolce.
Poliziotto di Los Angeles, ha una relazione con Delilah.
- Matthew Engler (stagione 3), interpretato da Scott Speedman, doppiato da Giorgio Borghetti.
Padre di Theo e marito di Nathalie.
- Fiona (stagione 3), interpretata da Kim Shaw, doppiata da Francesca Teresi.
Infermiera dell'orfanotrofio di Joe da bambino, appare in alcuni suoi flashback.
- Kiki (stagione 3), interpretata da Shannon Chan-Kent, doppiata da Gemma Donati.
Membro del team di Sherry e lifecoach, nonché amica di Love.
- Dante Ferguson (stagione 3), interpretato da Ben Mehl, doppiato da Andrea Beltramo.
Assistente non vedente di Marienne in biblioteca.
- Andrew (stagione 3), interpretato da Christopher O'Shea, doppiato da Filippo Salvini.
Amico di Sherry, marito di Jackson.
- Brandon (stagione 3), interpretato da Christopher Sean, doppiato da Emanuele Natalizi.
Marito di Kiki.
- Jackson (stagione 3), interpretato da Bryan Safi, doppiato da Roberto Certomà.
Amico di Sherry, marito di Andrew.
- Gil Brigham (stagione 3), interpretato da Mackenzie Astin, doppiato da Gabriele Sabatini.
Professore di geologia molto premuroso e ingenuo.
- Chandra (stagione 3), interpretata da Ayelet Zurer, doppiata da Roberta Pellini.
Terapista di coppia di Joe e Love.
- Paulie (stagione 3), interpretato da Mauricio Lara, doppiato da Luca De Ambrosis.
Amico di Joe da bambino, appare in alcuni suoi flashback.
- Ryan Goodwin (stagione 3), interpretato da Scott Michael Foster, doppiato da Gianluca Cortesi.
Ex marito di Marienne, nonché intrepido reporter televisivo.
- Roald (stagione 4), interpretato da Ben Wiggins, doppiato da Luca Mannocci.
Ragazzo della cerchia di Lady Phoebe.
- Gemma (stagione 4), interpretata da Eve Austin, doppiata da Livia Amatucci.
Ragazza della cerchia di Lady Phoebe.
- Connie (stagione 4), interpretato da Dario Coates, doppiato da Stefano Sperduti.
Ragazzo della cerchia di Lady Phoebe.
- Blessing (stagione 4), interpretata da Ozioma Whenu. Ragazza della cerchia di Lady Phoebe.
- Tom Lockwoos (stagione 4), interpretato da Greg Kinnear. Uomo d'affari con pochi scrupoli e padre di Kate.

## Produzione
A febbraio 2015, è stato annunciato che Greg Berlanti e Sera Gamble svilupperanno una serie basata sul romanzo di Caroline Kepnes con lo stesso titolo You: A Novel. Due anni più tardi, è stato annunciato che la serie è stata acquistata da Lifetime.
Nell'aprile del 2017, la rete ordina una prima stagione, composta da 10 episodi.
Il 26 luglio 2018, la serie è stata rinnovata per una seconda stagione. Il 3 dicembre 2018, viene annunciato che la serie si sarebbe spostata su Netflix dalla seconda stagione.
A gennaio 2020 Netflix rinnova la serie per una terza stagione, anch'essa composta da 10 episodi. Prima ancora dell’uscita di quest’ultima, viene rinnovata anche per una quarta stagione. Infine, a marzo 2023, la serie viene rinnovata per una quinta e ultima stagione in uscita nel 2025.

### Cast
Il 14 settembre 2017, venne annunciato che Hari Nef sarebbe entrata nel cast della serie, nel ruolo di Blythe. Venne seguita da Daniel Cosgrove, che interpreta Ron.
Il 30 ottobre 2017, si unirono anche Michael Maize e Ambyr Childers, rispettivamente nei ruoli dell'Ufficiale Nico e Candace.
Il 30 gennaio 2019, Victoria Pedretti si unisce al cast della seconda stagione nel ruolo di Love Quinn, seguita da James Scully e Jenna Ortega, rispettivamente nei ruoli di Forty Quinn e Ellie Alves.

### Riprese
Le riprese della serie sono iniziate il 19 dicembre 2017.

## Promozione
Il trailer è stato pubblicato il 9 maggio 2018 su YouTube.

## Distribuzione
La serie viene trasmessa negli Stati Uniti su Lifetime dal 9 settembre 2018. Nel maggio 2018, è stato annunciato che Netflix ha acquisito i diritti di trasmissione esclusiva internazionale, rendendola disponibile come serie originale sulla piattaforma a partire dal 26 dicembre 2018. La seconda stagione è disponibile dal 26 dicembre 2019. La terza stagione è stata distribuita il 15 ottobre 2021. La quarta stagione è stata divisa in due parti: la prima distribuita il 9 febbraio 2023 e la seconda il 9 marzo seguente. La quinta e ultima stagione viene distribuita il 24 aprile 2025.

## Accoglienza

### Critica
La serie è stata accolta positivamente dalla critica. Sull'aggregatore di recensioni Rotten Tomatoes la prima stagione ha un indice di gradimento del 93% con un voto medio di 6,97 su 10, basato su 58 recensioni. Su Metacritic, invece, ha un punteggio di 74 su 100, basato su 29 recensioni.